# Gregori Bausà
Gregori Bausà ou Gregorio Bausà (1590-1656) est un peintre baroque originaire de Mallorque. Il a travaillé à Valence.

## Éléments biographiques
Il est né à Sóller le 23 août 1590. Son père, Joan Bausà, était le neveu de Simo Bausà Sales, qui devint évêque de Mallorque en 1607. 
Gregori a travaillé comme peintre à la chartreuse de Valldecrist (Valdecristo), où il a peint des scènes de la vie de Bruno le Chartreux, dont on a conservé deux panneaux, dont l'un est à la cathédrale de Valence.
On ne possède aucune preuve qu'il ait travaillé avec Francisco Ribalta, mais il a certainement été en contact avec Joan Ribalta à Valldecrist. 
En 1645, Bausà réalise six tableaux de la Passion du Christ pour la chartreuse de Valldecrist, desquels on ne conserve que le baiser de Judas menant à l'emprisonnement du Christ, au Musée des beaux-arts de Castellon, tableau basé sur des estampes de Dürer.
Le musée de la cathédrale de Segorbe compte de lui trois tableaux représentant les Noces de Cana, la Parabole du grand souper et La Dernière Cène.

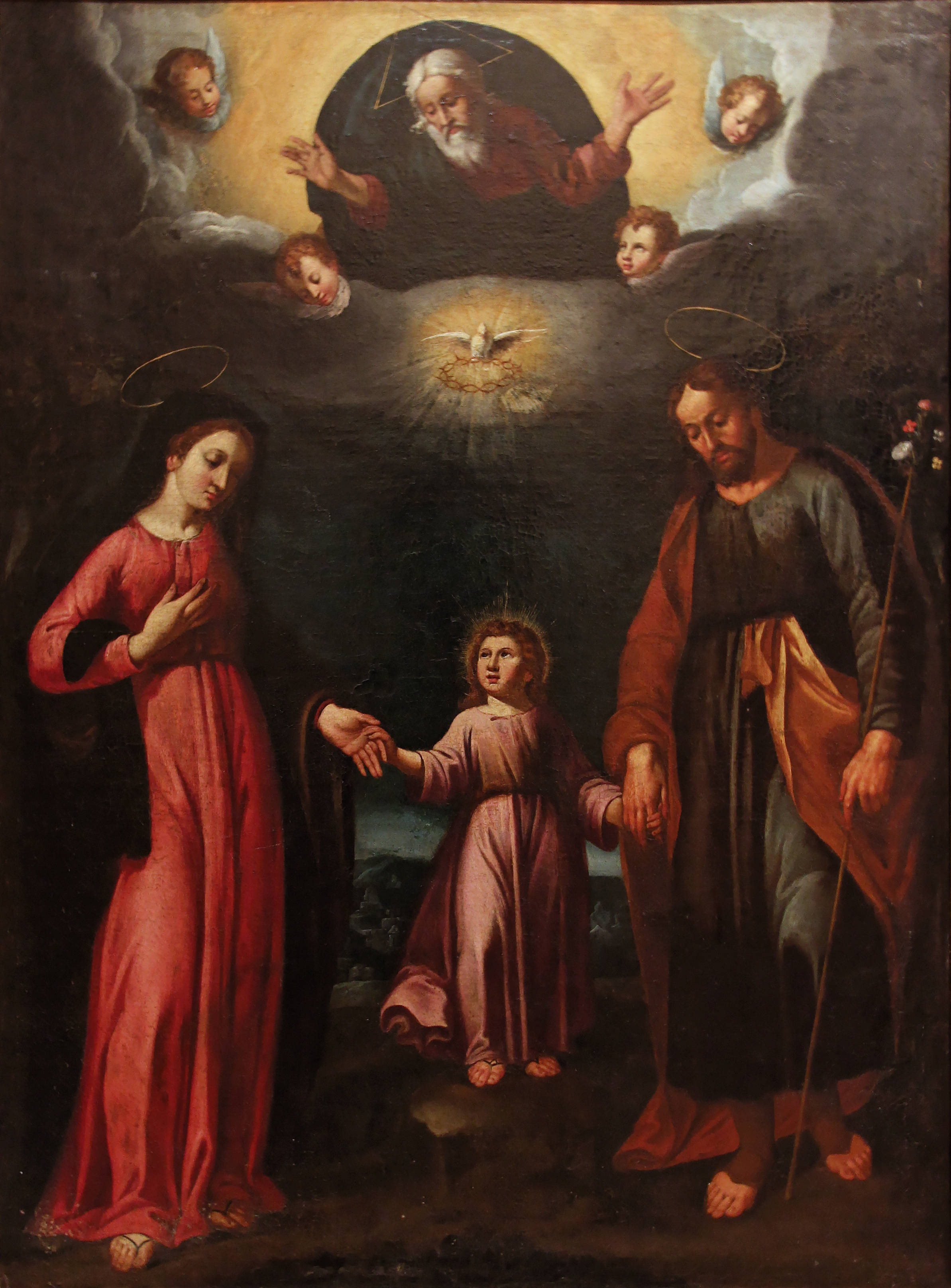
La Sainte Famille. Musée Goya
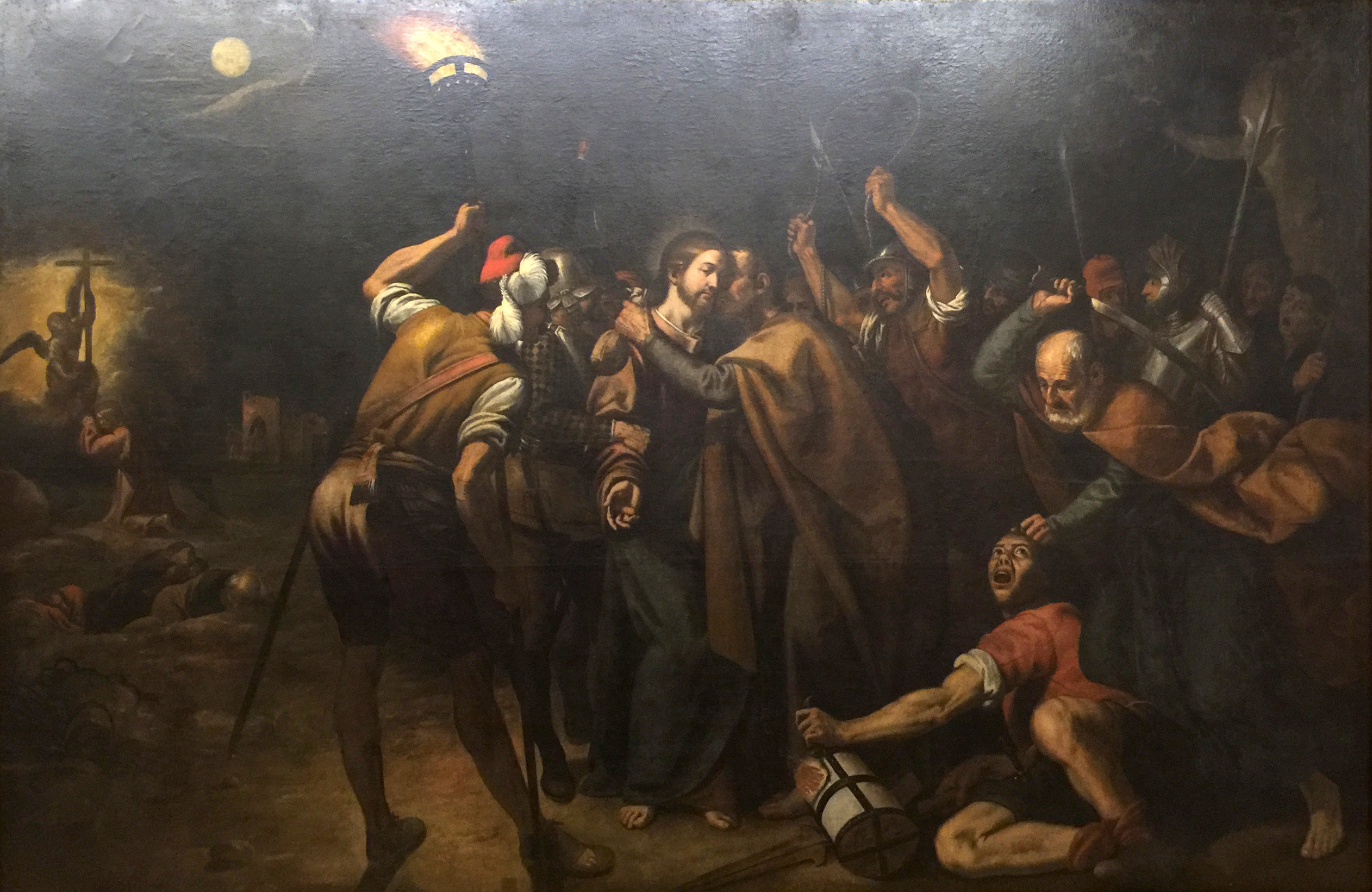
Le baiser de Judas, 1645. Musée des beaux-arts de Castellon